# Матута, Эммануэль
Эммануэль Матута Ла Нкенда Носа (нидерл. Emmanuel Matuta La Nkenda Nosa; род. 22 февраля 2002, Мехелен, Фламандский регион) — бельгийский футболист, полузащитник.

## Клубная карьера
Матута — воспитанник клубов «Мехелен» и нидерландского ПСВ. 29 августа 2020 года в матче против «Эксельсиора» он дебютировал в Эрстедивизи в составе дублёров последних. В начале 2022 года Матута перешёл в «Гронинген». подписав контракт на 4 года. 20 февраля в матче против ПЕК Зволле он дебютировал в Эредивизи.